# Europa-Park Stadion
Het Europa-Park Stadion, ook wel bekend als Mooswaldstadion, is een voetbalstadion in het Duitse Freiburg im Breisgau. Sinds zijn opening in 2021 is het stadion de thuishaven van de voetbalvereniging SC Freiburg. Het stadion is gelegen in het stadsdeel Brühl, ten westen van de de luchthaven van de stad.

## Kenmerken van het stadion
Op basis van een ontwerp van HPP Architekten uit Düsseldorf werd het Europa-Park Stadion voorzien van een doorlopende boven- en benedenring, waarbij de tribune voor de thuisfans zich aan de zuidzijde bevindt. Het stadion heeft een capaciteit van 34,700 plaatsen, waarvan 36% (ongeveer 12,400) staanplaatsen betreft. Het stadion is 25 meter hoog en heeft een rechthoekige vorm. Naast kantoorruimtes voor de organisatie van de voetbalclub werden er ook multifunctionele ruimtes voor het eerste elftal en het Onder 23-team geïntegreerd in het stadion.

## Naam
Tijdens de bouw van het stadion werd er door de voetbalvereniging gerefereerd naar het nieuwe onderkomen als SC-Stadion of am Wolfswinkel. De fanclubs van SC Freiburg kozen echter om het nieuwe stadion Mooswaldstadion te benoemen. De reden hiervoor was dat er net als bij de oude stadions van de voetbalclub, het Dreisamstadion (naast de rivier Dreisam) en het Möslestadion (in de vroegere verkaveling Mösle gelegen), ook gekozen moest worden om het stadion te vernoemen naar het aangrenzende stadsdeel Mooswald. Voor de fans van SC Freiburg was het immers belangrijk om het stadion een "echte“ naam te geven en "geen sponsornaam, die iedere twee jaar veranderd".
Vanaf 1 oktober 2021 is het Europa-Park, Europa's grootste attractiepark in het nabijgelegen Rust en al 30 jaar officiële partner is van SC Freiburg, de nieuwe naamsponsor geworden van het stadion, dat hierdoor de naam Europa-Park Stadion kreeg. Met het attractiepark werd een meerjarig contract afgesloten en kreeg ook de tramhalte 4, die voorheen Stadion noemde, in september 2021 dezelfde naam.

## Geschiedenis
het voormalige stadion van SC Freiburg, het Schwarzwald-Stadion, dat in 1954 geopend werd, voldeed niet langer meer aan de vereisten van een modern voetbalstadion door het te smalle veld (100.5 m × 68 m) en een helling van 98 cm tussen beide doelen. De enige reden dat het stadion nog gebruikt mocht worden kwam door een vrijstelling die de voetbalclub verkregen had van de DFL. Een geruime tijd werd er gediscussieerd of het stadion verbouwd moest worden of dat er een nieuw stadion gebouwd moest worden op een andere locatie. Om de haalbaarheid van een verbouwing van het Dreisamstadion te toetsen werd er op vraag van de voetbalclub een studie uitgevoerd door Freyler, waarbij men tot de conclusie kwam dat een verbouwing van het huidige stadion elf jaar zou duren en bijna net zoveel zou kosten als de bouw van een nieuw stadion.
Het stadsbestuur van Freiburg liet vervolgens in de lente van 2012 een assessment van het stadioncomplex opmaken door het accountantskantoor Ernest & Young. Het rapport dat werd opgemaakt kwam tot een korte bouwfase van slechts drie jaar, maar berekende dat het echter vele malen duurder ging zijn om de oude site volledig te vernieuwen. Op basis van deze bevindingen werden er verschillende onderzoeken gedaan naar een andere geschikte locatie in de stad. In december 2012 werd er door de gemeenteraad beslist om de bouw van een nieuw stadion te verkiezen, en werden er drie verschillende locaties voorgesteld waar deze gebouwd kon worden. Een projectstuurgroep, bestaande uit leden van de voetbalclub en de stad, kwamen overeen om de regio Wolfswinkel te verkiezen naast het vliegveld van Freiburg en de universiteitsfaculteit in het stadsdistrict Brühl. De voordelen van deze site zijn de goede openbare transportverbindingen en de mogelijkheid om de trainingsvelden van de voetbalclub in de buurt te kunnen realiseren. Daarnaast was de stad Freiburg, met uitzondering van 200 m² die tot de universiteit behoort, de volledige eigenaar van de site. De twee andere voorstelde locaties voor de bouw van het nieuwe stadion, de Hettlinger volkstuinen nabij het beursgebouw in het westen van Freiburg en de Hirschmatten-verkaveling nabij het autosnelwegknooppunt, werden als minder geschikt beoordeeld door de gemeenteraad van Freiburg in hun gemeenteraadsbeslissing van 25 januari 2014.
Op 1 februari 2015 werd er door de inwoners van Freiburg met 58,2% van de stemmen voor gestemd om de bouw van het nieuwe stadion in het stadsdistrict Brühl te voorzien. Het totale budget voor het project bedroeg 76 miljoen. De voetbalclub verkreeg de bouwvergunning voor de bouw van het nieuwe stadion op 16 november 2018, en in dezelfde maand werden de voorbereidende werkzaamheden voor het bouwproject opgestart.
Aanvankelijk was voorzien om het stadion in augustus 2020 op te leveren, zodat het gebruikt kon worden voor het voetbalseizoen 2020-21. In april 2020 werd er, door financieel directeur van SC Freiburg Oliver Leki, in een interview met Kicker bekendgemaakt dat de oorspronkelijke opleveringsdatum niet gehaald kon worden door de gevolgen van de Covid-19 pandemie. Vanwege de vertraging moest de voetbalclub voor het seizoen 2020-21 een licentie verkrijgen voor zowel het Dreisamstadion als het SC-Stadion. In het begin van 2020 werd er aangevangen met de constructie van het dak. Om het alledaagse verkeer in de stad niet te verstoren, werden alle dakelementen 's nachts per trailers vervoerd naar Freiburg. Op 5 maart 2020 werd er een ceremonie georganiseerd om de afronding van de dakconstructie te vieren, waarbij het elftal van SC Freiburg werd rondgeleid op de bouwsite.  
In juli 2020 werd bekendgemaakt dat de bouw van het nieuwe stadion naar alle waarschijnlijkheid niet afgerond ging zijn voor het einde van 2020, en dat vereniging pas zou kunnen verhuizen naar hun nieuwe onderkomen na de winterpauze. Aan het begin van de herfst in 2020 werden de bouwwerkzaamheden na 18 maanden afgerond. Op 2 oktober werd de belangrijkste toegangsweg naar het stadion – Suwonallee (vernoemd naar de Zuid-Koreaanse zusterstad Suwon) – geopend voor verkeer. Deze weg vormt de verbinding tussen de trainingsvelden van het voetbalstadion en de landingsbaan van het naastgelegen Freiburg Airport (EDTF). De Suwonallee vormt de verbinding tussen de Madisonallee en de Granadaallee.
Uiteindelijk kon SC Freiburg pas verhuizen na drie thuiswedstrijden van het seizoen 2021-22 te hebben gespeeld in het oude stadion, en werd de wedstrijd tegen RB Leipzig op 16 oktober 2021 de eerste voetbalwedstrijd in het nieuwe stadion.
Naast de werkzaamheden aan het stadion werden er ook een nieuwe voetgangers- en fietsersbrug aangelegd naar het stadion. Aan het einde van 2019 werd de voetgangers- en fietsersbrug aan de Granadaallee geopend, die de nieuwe toegangsweg naar het stadion (Suwonallee) kruist. Ook werden er rondom het nieuwe stadion een boulevard aangelegd (vernoemd naar de langdurige clubpresident Achim Stocker), parkeerplaatsen voor auto's en fietsers en een groot busstation.

## Juridische kwesties
In mei 2019 werd door de bestuursrechter van Freiburg een beroep afgewezen voor een bouwstop van het nieuwe stadion, dat ingediend werd door vijf vrouwen en één man (bijgestaan door een advocatenkantoor uit Karlsruhe), die tussen de 430 en 740 meter van de westzijde van het nieuwe stadion woonden en vreesden voor geluidsoverlast door voetbalwedstrijden. De zes aanklagers zijn in juni 2019 tegen het besluit van de rechtbank in hoger beroep gegaan en trokken naar de bestuursrechtbank van Baden-Württemberg.
Op basis van een klacht van de deelstaat Baden-Württemberg, omtrent de toelating van wedstrijden in het nieuwe SC-Stadion, oordeelde de bestuursrechtbank van Baden-Württemberg op 2 oktober 2019 dat voor het gebruik van het stadion aan relatief hoge geluidsnormen moest worden voldaan. Dit betekent dat doordeweekse wedstrijden uiterlijk tot 20 uur mochten duren en dat er op zondagen tussen 13 uur en 20 uur geen wedstrijden gespeeld mochten worden. Deze vereiste normen golden enkel voor voetbalwedstrijden, maar niet voor andere evenementen in het stadion. Zowel in binnen- als buitenland kreeg de uitspraak van de rechtbank media-aandacht, en enkele uren na de publicatie van de uitspraak op 23 oktober 2019 werd bekend dat de rechtbank de uitspraak had gebaseerd op verouderde geluidsnormen, die slechts geldig waren tot 2017. Op 20 mei 2020 heeft de administratieve rechtbank de klacht van de deelstaat Baden-Württemberg met betrekking tot de goedkeuring van wedstrijden in het nieuwe SC-stadion volledig toegewezen. Het besluit van 23 oktober 2019 werd daarmee nietig verklaard en de zaak moest opnieuw worden beslist.
Medio september 2020 oordeelde de bestuursrechter in een kort geding dat Bundesliga-wedstrijden na 20 uur niet meer mogen plaatsvinden, en dat er ook geen wedstrijden mogen plaatsvinden tussen 13 uur en 15 uur op zondagen. Als de voetbalclub de Europa League of Champions League zou halen zou het echter toegestaan zijn om 's nachts te spelen, aangezien de wedstrijden zouden worden beschouwd als "zeldzame gebeurtenissen" waarvoor andere voorwaarden gelden. Hetzelfde geldt voor wedstrijden die gespeeld worden voor de DFB-Pokal. Hoewel het hoofdgeding nog moet plaatsvinden, gaat SC Freiburg ervan uit dat zij met de huidige limieten onbeperkt gebruik kunnen maken van het stadion. Na een wijziging in de nationale sportreglementen in 2021 mag SC Freiburg maximaal 18 wedstrijden per jaar na 20 uur spelen.
De zweefvliegtuigclub van Freiburg trok begin 2019 ook naar de rechtbank, omdat delen van hun start- en landingsbaan ingenomen zouden worden door het nieuwe stadion. In de loop van 2019 trok zweefvliegtuigclub hun rechtszaak tegen het stadion in omdat ze overeen gekomen waren met de voetbalclub dat ze een nieuwe start- en landingsbaan kregen.

## Eigendom en financiering
De eigenaar van het stadion is de "Stadion Freiburg Objektträger GmbH & Co. KG", waarvan de aandelen voor 100% in handen zijn van de stad Freiburg im Breisgau, en de stad stelde het eigendom ter beschikking voor de bouw van het stadion. SC Freiburg leverde voor de bouw een kapitaalinbreng van minimaal 15 miljoen euro, die met een miljoen euro verhoogd werd voor elk jaar dat ze in de Bundesliga spelen in het nieuwe stadion (met een limiet van 20 miljoen euro). De derde investeerder van het project is de staatsbrouwerij Rothaus, die werd opgericht op de Freiburg Trade Fair, met een bijdrage van 12,78 miljoen euro. Het ministerie van onderwijs, jeugd en sport van de deelstaat Baden-Württemberg subsidieerde het stadion met een bedrag van 16,2 miljoen euro en de overige 32,7 miljoen euro zou extern worden gefinancierd met leningen. In juli 2018 werd bekend dat brouwerij Rothaus zich terug zou trekken uit de financiering en dat de SC Freiburg hun aandeel zou dekken met een bijkomende lening.
Na voltooiing van de bouw verpacht de stad het stadion aan SC Freiburg, die een jaarlijkse huurprijs van maximaal 3,8 miljoen euro (wanneer ze in de Bundesliga spelen) of 2,8 miljoen euro (wanneer ze in de 2. Bundesliga spelen) betaald.
Op 31 augustus 2021 werd aangekondigd dat de naamrechten voor het stadion voor een onbekende vergoeding aan Europa-Park waren verkocht. Het stadion werd hernoemd van de tijdelijke aanduiding SC-Stadion naar Europa-Park Stadion toen de deal rond was.

## Luchthavenverbinding
In de toekomst zullen ook grotere vliegtuigen kunnen landen op het naburige vliegveld van Freiburg, waarvoor de exploitant van het vliegveld al bezig met de goedkeuring. Wanneer hiervoor toestemming wordt verleend, kunnen de vliegtuigen van de bezoekende teams vlak naast het stadion landen.